# 拉希姆亚尔汗县

拉希姆亚尔汗县的位置

拉希姆亚尔汗县(乌尔都语: ضلع رحیم یار خان)，巴基斯坦旁遮普省的一个县。县治是拉希姆亚尔汗市。总面积11,880平方公里，总人口4,741,053(2009)。

## 行政区划
拉希姆亚尔汗县分为4个乡。